# Барбара фон Анненкофф
Барбара фон Анненкофф (нем.: Barbara von Annenkoff; наст. имя Варвара Павловна Анненкова; 25 февраля 1898, Санкт-Петербург, Российская империя — 30 ноября 1978, Баден-Баден) — немецкая киноактриса русского происхождения.

## Биография
Родилась в 1898 году в Санкт-Петербурге (по другим данным — в Стокгольме), урождённая Варвара Павловна Анненкова, внучка публициста, литературного и театрального критика Павла Анненкова, дочь его сына Павла Павловича Анненкова и Софьи Михайловны Анчиц, позже в 1905 году вышедшей замуж за инженера-судостроителя Леонида Юлиановича Анчиц.
После Революции 1917 года в эмиграции в Германии, жила в Берлине и Баден-Бадене, где ещё от деда остался дом. Была замужем за немецким офицером.
В 1924 году в возрасте 25 лет дебютировала в кино, играла в основном второстепенные роли в художественно не слишком значимых фильмах малоизвестных режиссёров, только один раз исполнив главную роль — начав кинокарьеру поздно, она не смогла развить успех, довольствовалась неуклонно уменьшающимися ролями — с элегантной внешностью была занята как исполнительница эпизодичных ролей дам из высшего общества.
Всю жизнь провела в Баден-Бадене, после войны изредка выступала на местной театральной сцене, в 1960-х участвовала в радиопостановках.
Умерла в Баден-Бадене в 1978 году в возрасте 80 лет.

## Фильмография
- 1925 — Сон в летнюю ночь / Ein Sommernachtstraum — Елена
- 1925 — За минуту до полуночи / Eine Minute vor Zwölf — княгиня фон Канторовиц
- 1926 — Дерби / Derby — Китти Роу
- 1928 — Принц или клоун / Fürst oder Clown — княгиня Эндоксия
- 1935 — Петербургские Ночи. Вальс на Неве / Petersburger Nächte. Walzer an der Newa — дама русского общества
- 1935 — Мазурка / Mazurka — эпизод
- 1937 — Мадам Бовари / Madame Bovary — маркиза де Андервиллер
- 1936 — Император Калифорнии / Der Kaiser von Kalifornien — посетительница казино
- 1941 — Танец с Кайзером / Tanz mit dem Kaiser — эпизод

Согласно ряду источников в 1926 году была приглашена в СССР для съёмок в фильме «Декабристы», в котором сыграла роль Полины Гебль — Прасковьи Анненковой — своей прабабушки.